# K-Rock Centre
K-Rock Centre é uma arena multi-uso localizado em Kingston, Canadá.